# Elena Gerhardt

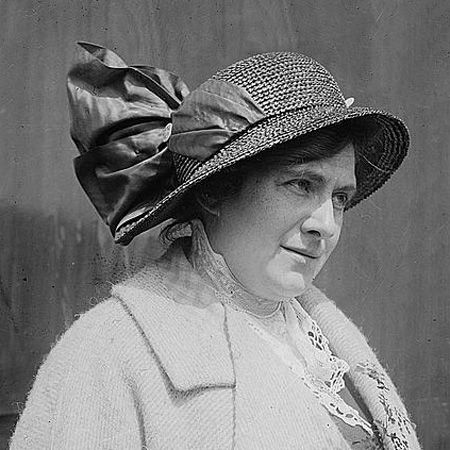
Elena Gerhardt um 1913

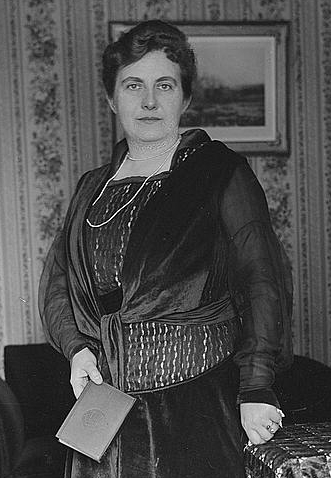
Elena Gerhardt

Programmzettel für einen Hugo-Wolf-Abend in Leipzig 1925

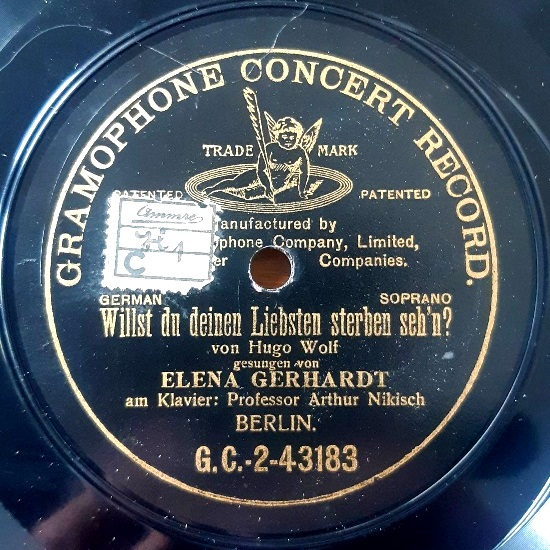
Schallplatte von Elena Gerhardt (Berlin 1907)

Elena Gerhardt (* 11. November 1883 in Connewitz; † 11. Januar 1961 in London) war eine deutsche Opernsängerin (Mezzosopran), die 1934 zur Emigration gezwungen wurde. Sie war eine der bedeutendsten Lied-Interpretinnen der ersten Hälfte des 20. Jahrhunderts.

## Leben
Elena Gerhardt wurde als Erdmude Juliana Frieda Gerhardt als Tochter eines Gastwirts geboren. Sie studierte von 1899 bis 1903 Gesang am Königlichen Konservatorium der Musik in Leipzig. Ihre Lehrer waren unter anderen Carl Rebling und Marie Hedmondt, der sie auch später noch verbunden blieb. Sie erhielt das Carl-Reinecke-Stipendium. Von 1929 bis zu ihrer Ausreise ins Exil 1934 unterrichtete sie auch selbst Gesang am Landeskonservatorium der Musik zu Leipzig.
Noch während des Studiums erlaubte ihr Arthur Nikisch, der ab 1902 Direktor des Konservatoriums war, in Leipzig öffentlich aufzutreten und verschaffte ihr ein Solo in Liszts Chöre zu Herders entfesseltem Prometheus. An der Leipziger Oper debütierte sie 1905 als Mignon und als Charlotte in Massenets Werther, ebenfalls unter Nikisch. Sie war mit Nikischs Familie befreundet, mit der sie auch in den Urlaub fuhr. Diese Bekanntschaft ermöglichte ihr den Zugang zu den höchsten musikalischen Kreisen.
Ihre große Liebe gehörte dem Liedgesang; sie sang Lieder von Schubert, Schumann, Brahms, Hugo Wolf und anderen. Konzertreisen führten sie vor und nach dem Ersten Weltkrieg durch ganz Europa und wiederholte Male in die USA und Kanada. Klavierbegleiter waren dabei Hamilton Harty, Paula Hegner und Wilhelm Backhaus. Sie trat mit vielen renommierten Orchestern auf. Wichtige Dirigenten waren Leopold Stokowski, Max Fiedler, Karl Muck und John Barbirolli.
1928 lernte Elena Gerhardt in Leipzig Fritz Kohl, den Verwaltungsdirektor der Mitteldeutschen Rundfunk AG (MIRAG) kennen, und sie heirateten im November 1932. Nach der Verhaftung ihres Mannes durch die Nazis ging sie im Oktober 1934 ins Exil nach London. Kohl folgte ihr nach seiner Freilassung einige Monate später. London wurde ihr zweites Zuhause; sie kam nach 1934 nie wieder nach Deutschland.
Elena Gerhardt begann nun auch zu unterrichten. Landon Ronald hatte ihr eine Stelle an der Guildhall School of Music  vermittelt. Sie gab auch weiterhin Konzerte, jetzt begleitet von Gerald Moore und Myra Hess. Letztere holte sie auch während des Zweiten Weltkriegs in ihre berühmten Mittagskonzerte in der National Gallery.
1947 starb ihr Ehemann, und sie konzentrierte sich fortan nur auf die Lehre. 1953 veröffentlichte sie ihre Memoiren unter dem Titel Recital, die inzwischen auch in deutscher Übersetzung erschienen sind.

## Autobiografie
- Recital. London: Methuen, 1953
  - Recital : Die Memoiren der Leipziger Sängerin Elena Gerhardt (1883-1961). Jutta Raab Hansen. Hamburg: Bockel, 2008
  - Mein Lieder-Leben. Memoiren, übersetzt, kommentiert und herausgegeben von Jutta Raab. Kamprad 2011, ISBN 978-3-930550-86-9